# Sigrid Lichtenberger
Sigrid Lichtenberger (* 27. Mai 1923 in Leipzig; † 22. November 2016 in Bielefeld) war eine deutsche Schriftstellerin und Lyrikerin.

## Biografie
Sigrid Lichtenberger, geboren 1923 als Sigrid Mertens, lebte bis 1948 in ihrer Geburtsstadt, wo sie die Schule besuchte und später Chemie studierte. Nach einigen Umwegen zog sie 1953 nach Bielefeld um, wo sie später lebte und arbeitete. Sie besuchte die Literaturseminare bei Ursula Kayser (Göttingen) und nahm an der Schreibwerkstatt der Bielefelder Volkshochschule teil.
Seit 1987 war sie Mitglied der IG Medien und im Verband deutscher Schriftsteller (VS) sowie seit 1990 der Gesellschaft für zeitgenössische Lyrik. Ihre literarischen Themen bezogen sich auf Menschen (Lebensbilder) und menschliche Beziehungen, sie schrieb über Bielefeld, Leipzig, Griechenland und Argentinien, verfasste Gebet-Gedichte und verarbeitete autobiografische Inhalte. Neben Lyrik und Kurzgeschichten schrieb sie seit 1990 jährlich ein Theaterstück (ein „Spiel“) als Einführung in eine Bibelwoche. 2003 erlangte Lichtenberger das Diplom Literarisches Schreiben an der Cornelia-Goethe-Akademie in Frankfurt am Main.
Sigrid Lichtenberger hinterlässt vier Kinder.

## Auszeichnungen und Preise
- Kulturpreis der Stadt Bielefeld, 2009

## Werke
Prosa
- Die Lebensstunde. Pendragon: Bielefeld 2016.
- Vom Gehen und vom Bleiben. Pendragon: Bielefeld 2016.
- Wege finden. Pendragon: Bielefeld 2015.
- Niemand will vergessen sein. Pendragon: Bielefeld 2015.
- Die Einsamkeit der Dohlen. Prosa. Pendragon: Bielefeld 2014.
- Ohne Gestern kein Heute. Pendragon: Bielefeld 2013.
- An diesem Sonntagmorgen. Pendragon: Bielefeld 2011.
- Südwärts. Ein Reisemosaik. Pendragon: Bielefeld 2008.
- Als ob sich Türen öffnen – Mein Lebensweg zwischen 1945 und 2000. Pendragon: Bielefeld 2007.
- Arno. Ein Kaufmann in Leipzig. Pendragon: Bielefeld 2006.
- Die Freiheit der Verlassenheit. Erzählungen. Pendragon: Bielefeld 2006.
- Mein Ich im Gefüge der Zeit. Jung sein in den Jahren 1923 bis 1945. Pendragon: Bielefeld 2005.
- Begegnungen in Bielefeld. Pendragon: Bielefeld 2004.
- Der Herbst der Veränderung. Erzählungen. Pendragon: Bielefeld 2003.
- Am Bahnsteig entgleist die Zeit. Erzählungen. Pendragon-Verlag: Bielefeld 1998.
- Jeder ist anders anders. Prosagedichte. Pendragon-Verlag: Bielfeld 1997.
- Das Klavier im Urwald. Begegnungen in Argentinien. OWA 1996.
- Mulekin. Eine Großstadtgeschichte. Mit Zeichnungen von Yvonne Kuschel. Pendragon-Verlag: Bielefeld 1994.
- Vom Ende her. Erzählungen. Odin-Verlag: Bielefeld 1983.

Lyrik
- Fremdes wird nah. Pendragon: Bielefeld :Bielefeld 2018.
- Manchmal ist ein Strohhalm viel. Pendragon: Bielefeld 2016.
- Der Stadt Schönste. Pendragon: Bielefeld 2015.
- Auf einer Kugel im Weltall. Pendragon: Bielefeld 2012.
- Weiter – immer noch wieder. Pendragon: Bielefeld 2010.
- Mit Gott über die Welt reden. Gedichte zu Zeitungsnotizen. Pendragon: Bielefeld 2008.
- Von Nähe und Abschied. Gedichte. Pendragon: Bielefeld 2006.
- Gedichte in unruhigen Zeiten. Pendragon: Bielefeld 2003.
- Am Wortfluss. Scheffler-Verlag: Herdecke 2002.
- Steinsprache. Mit Zeichnungen von Pascale Gräbener. Sym-Verlag: Riedenburg 2000.
- Zweinsamkeit. Pendragon-Verlag: Bielefeld 1996.
- Als sei mein Zweifel ein Weg. Gebet-Gedichte. Vandenhoeck & Ruprecht: Göttingen 1995.
- Suchet der Stadt Schönstes. Gedichte zu Skulpturen in Bielefeld. heka-Verlag: Leopoldshöhe 1991.
- Klopfzeichen. Pendragon-Verlag: Bielefeld 1987.